# Santa Coloma (La Rioja)
Santa Coloma è un comune spagnolo di 140 abitanti situato nella comunità autonoma di La Rioja.